# Nakomiady
Nakomiady (Duits: Eichmedien) is een dorp in de Poolse woiwodschap Ermland-Mazurië. De plaats maakt deel uit van de gemeente Kętrzyn en telt 670 inwoners. In de jaren 1975-1998 maakte de stad deel uit van de provincie Olsztyn.